# Зайчев рид
Зайчев рид (на македонска литературна норма: Зајчев рид) e възвишение в Скопие, столицата на Северна Македония. Ридът е висок 324 m. Разположен е в западната част на града, на левия бряг на Вардар североизточно от Злокукяни и югоизточно от Бардовци. В южните склонове на Зайчев рид са руините на античния град Скупи.